# O Conto do Cavaleiro

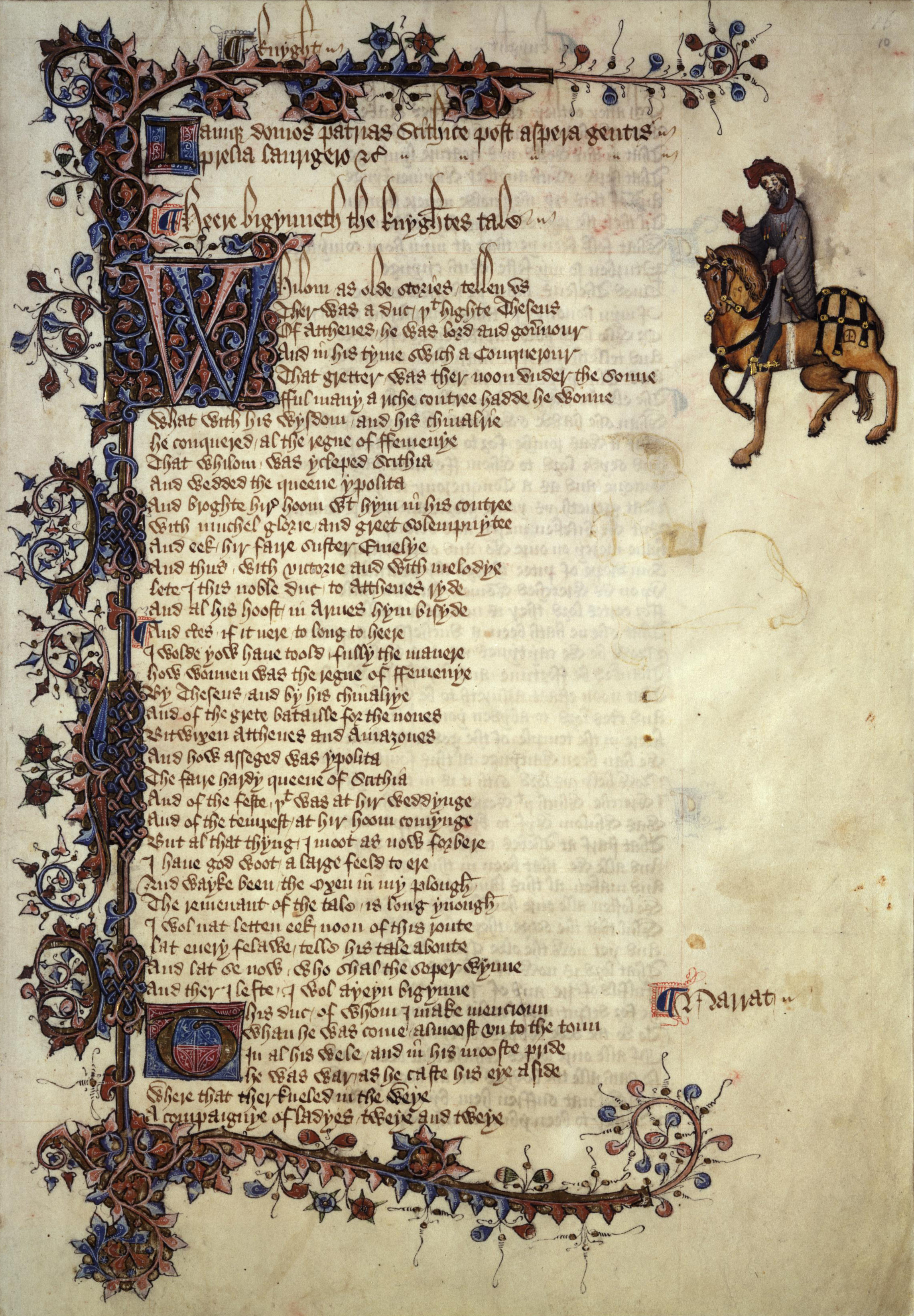
A primeira página de O Conto do Cavaleiro no manuscrito de Ellesmere

"O Conto do Cavaleiro" (Inglês médio:The Knightes Tale) é o primeiro dos Contos da Cantuária de Geoffrey Chaucer.
O Cavaleiro é descrito por Chaucer no "Prólogo Geral" como a pessoa de maior posição social entre os peregrinos, embora seus modos e roupas sejam despretensiosos. Dizem-nos que ele participou de cerca de quinze cruzadas em muitos países e também lutou por um líder pagão contra outro. Embora a lista de campanhas seja real, sua caracterização é idealizada. A maioria dos leitores considerou a descrição que Chaucer fez dele como "um um verdadeiro, íntegro e gentil cavaleiro" como sincera, mas Terry Jones sugeriu que esta descrição era irônica e que os leitores de Chaucer teriam deduzido que o Cavaleiro era um mercenário. Ele é acompanhado em sua peregrinação pelo Escudeiro, seu filho de 20 anos.
A história apresenta temas e argumentos normalmente encontrados na literatura de cavalaria, incluindo amor cortês e dilemas éticos.

## Fontes e composição

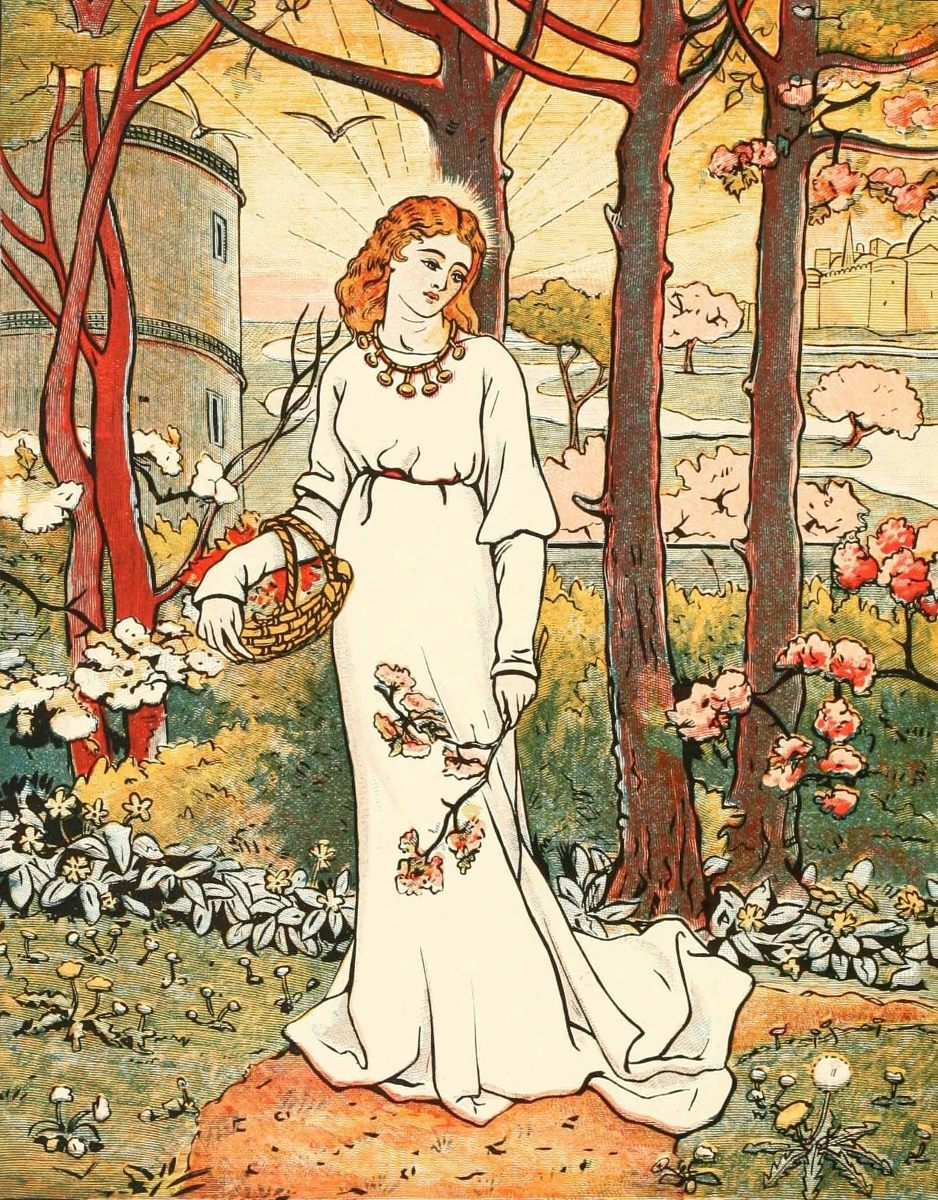
Fair Emelye é uma personagem de "The Knight's Tale" (O Conto do Cavaleiro).

## Sinopse

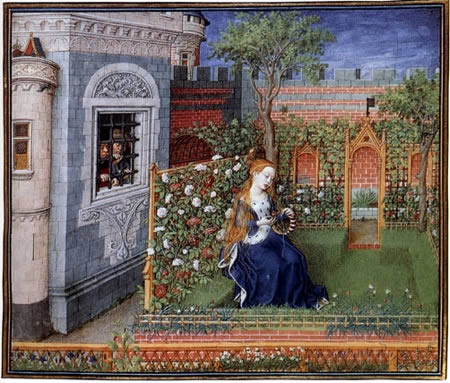
Emilia no roseiral da Teseida de Boccaccio, Francês, c. 1460